# William Behnes
William Behnes (né vers 1795, mort le 3 janvier 1864) est un sculpteur britannique du début du XIXe siècle.

## Biographie
Né à Londres, Behnes est le fils d'un fabricant de pianos de Hanovre. Il passe son adolescence à Dublin en Irlande où il étudie l'art à l'Académie de Dublin.
De retour à Londres, Behnes continue son apprentissage artistique en étudiant à l'école d'art de la Royal Academy à partir de 1813. Comme peintre, il expose à la Royal Academy en 1815 et il remporte plusieurs médailles d'or les années suivantes. En 1819, il est récompensé par la Royal Society pour avoir inventé un instrument facilitant le travail des sculpteurs.
En 1837, Behnes est désigné Sculptor in Ordinary (sculpteur officiel) de la Reine Victoria. Parmi ses élèves, il faut citer les sculpteurs George Frederic Watts, Thomas Woolner, Henry Weekes ou encore le naturaliste Benjamin Waterhouse Hawkins.
Behnes réalise de nombreux buste d'enfants, des reliefs mais aussi de remarquables monuments et statues pour des églises, dont celle du médecin et minéralogiste William Babington dans la Cathédrale Saint-Paul de Londres, celle du général Henry Havelock (qui est sans doute la première statue réalisée à partir d'une photographie et dont il existe deux exemplaires, l'un situé sur Trafalgar Square à Londres, et l'autre à Sunderland) et plusieurs de Robert Peel que l'on retrouve à Leeds, Bradford et à l'école de police de Hendon au nord-ouest de Londres. Il a également réalisé des statues de Thomas Arnold, Joshua Reynolds, Benjamin West et George Cruikshank.
Malgré son succès, il a connu de très grandes difficultés financières. En 1861, il fait banqueroute. Il meurt dans la pauvreté le 3 janvier 1864.

## Œuvres
- Monument pour John St. Aubyn